# Ordine di Alberto l'Orso
L'Ordine familiare di Alberto l'Orso (in tedesco: Hausorden Albrecht des Bären), detto anche Ordine familiare ducale di Anhalt di Alberto l'Orso (in tedesco: herzoglich Anhalt Hausorden Albrecht des Bären) fu un ordine cavalleresco fondato il 18 novembre 1836 da tre duchi della famiglia degli Ascanidi: Enrico di Anhalt-Köthen, Leopoldo IV di Anhalt-Dessau ed Alessandro Carlo di Anhalt-Bernburg.
Con la soppressione del Ducato di Anhalt nel 1918 l'Ordine cessò di essere conferito come decorazione statuale e divenne un ordine dinastico ancora oggi conferito dal Capo della Casa di Anhalt, attualmente il principe Edoardo, principe di Anhalt (1941 - ), in carica dal 1963, che ne è Gran Maestro.

## Classi dell'Ordine
Alle tre classi regolari stabilite alla fondazione dell'Ordine furono nel tempo associate due classi d'onore. Nel giugno del 1839 venne aggiunto anche un collare, da portarsi da parte dei Cavalieri di gran croce appositamente decorati nelle occasioni solenni. Il 18 marzo 1848 la classe dei Comandanti venne ampliata dalla divisione di Comandanti di I classe (con stella) e di II classe. L'8 febbraio 1854 venne creata una seconda classe anche per i cavalieri che divennero di I e di II classe (in argento). Il 18 luglio 1864 il duca Leopoldo Federico, che in virtù dell'estinzione degli altri rami di famiglia divenne unico duca di Anhalt, modificò gli Statuti dell'Ordine prevedendo la possibilità di aggiungere le spade a tutti i gradi. Il 29 aprile 1901, in onore del 70º compleanno del duca Federico, fu aggiunta una corona a tutti i gradi, rimanendo la stella dell'Ordine invariata. Il 9 agosto 1904 furono istituite le medaglie al merito in due classi e la classe di Comandanti ("Kommandeure") fu ridenominata Commendatori ("Komture").
Le classi definitive dell'Ordine risultano essere le seguenti:
- Cavaliere di gran croce con collare (con o senza spade)
- Commendatore di prima classe (dal 1848, Comandante fino al 1904) (con o senza spade)
- Commendatore di secondo classe (dal 1848, Comandante fino al 1904) (con o senza spade)
- Cavaliere di prima classe (dal 1854) (con o senza spade)
- Cavaliere di seconda classe (dal 1854) (con o senza spade)
- Medaglia d'onore d'oro (dal 1904)
- Medaglia d'onore d'argento (dal 1904)

## Insegne
L'insegna dell'Ordine consiste in una medaglia d'oro con al centro un orso camminante sui merli della cinta muraria della città, attorniato dal motto tedesco "FUERCHTE GOTT UND BEFOLGE SEINE BEFEHLE" (Temi Dio e segui i suoi comandi). L'iscrizione è interrotta nella parte superiore dalla presenza dello stemma degli Anhalt. Sul retro, sempre circolarmente, si trova l'iscrizione "ALBRECHT DER BAER REG. 1123 BIS 1170" con riferimento ad Alberto di Ballenstedt, mitico fondatore della casata degli Ascanidi.
Il nastro dell'insegna è verde con fasce rosse ai lati.
Durante la prima guerra mondiale, per scarsità di mezzi, alcune insegne vennero realizzate in argento, il che fece nascere la scherzosa divisione in "orsi di miele" (medaglie d'oro) e "orsi polari" (medaglie d'argento).